# Simon Gamache
Simon Gamache, född 3 januari 1981 i Thetford Mines, Québec, är en kanadensisk ishockeyspelare som spelar för Vienna Capitals i Österrikiska ishockeyligan.

## Spelarkarriär
Gamache tillbringade sin juniortid i Val-d'Or Foreurs i QMJHL, där han vann flera utmärkelser, inklusive Ed Chynoweth Trophy, Jean Beliveau Trophy, CHL Player of the Year, Michel Brière Memorial Trophy, CHL Humanitarian of the Year och Guy Lafleur Trophy.
Gamache draftades som 290:e totalt i NHL Entry Draft 2000 efter hans andra säsong i QMJHL, av Atlanta Thrashers. Efter hans tredje säsong som junior, flyttades han upp till professionell hockey i Atlantas AHL-lag Chicago Wolves. Under sin NHL-karriär har han spelat för Atlanta Thrashers, Nashville Predators, St. Louis Blues, och Toronto Maple Leafs.
Inför säsongen 2006/2007 lämnade Gamache Nordamerika och skrev på för det tyska DEL-laget SC Bern. Säsongen efter värvades Gamache av Toronto Maple Leafs, men släpptes sedan åter igen tillbaka till Bern. Den 24 april 2010 vann han det schweiziska mästerskapet med SC Bern. I mitten på den efterföljande säsongen blev Gamache utlånad till NLA-laget Fribourg-Gottéron, och gick sedan över till klubben permanent och har spelat i Gotterón sedan dess.